# Retrato de Fritza Riedler
Retrato de Fritza Riedler (en alemán: Porträt der Fritza Riedler) es un óleo del pintor austriaco Gustav Klimt, pintado en 1906. La obra se encuentra en la colección de la Galería Belvedere de Viena desde 1937.

## Fritza Riedler
Friederika "Fritza" Langer nació en 1860 en una destacada familia de Berlín. Se casó con el ingeniero Alois Riedler, diez años mayor que ella, profesor de la Universidad de Berlín y de la de Viena y reconocido internacionalmente como diseñador de ingeniería mecánica. Vivieron alternativamente en Berlín y Viena, donde formaban parte de la alta sociedad. El matrimonio no tuvo hijos. Fritza murió en 1927, Alois en 1936, ambos en Viena.
Cuando Fritza le encargó a Klimt que pintara su retrato en 1904, todavía se le consideraba el retratista más destacado de Viena, a pesar de las recientes críticas al aspecto crudamente erótico de las pinturas de la Facultad y de su Friso de Beethoven .

## Imagen
Fritza Riedler es interpretada por Klimt sentada majestuosamente en un sillón. El sillón se representa como una estructura abstracta, que consta de varias superficies geométricas. Los patrones ondulados forman una unidad con el vestido, donde apenas se ve dónde comienza uno y termina el otro.

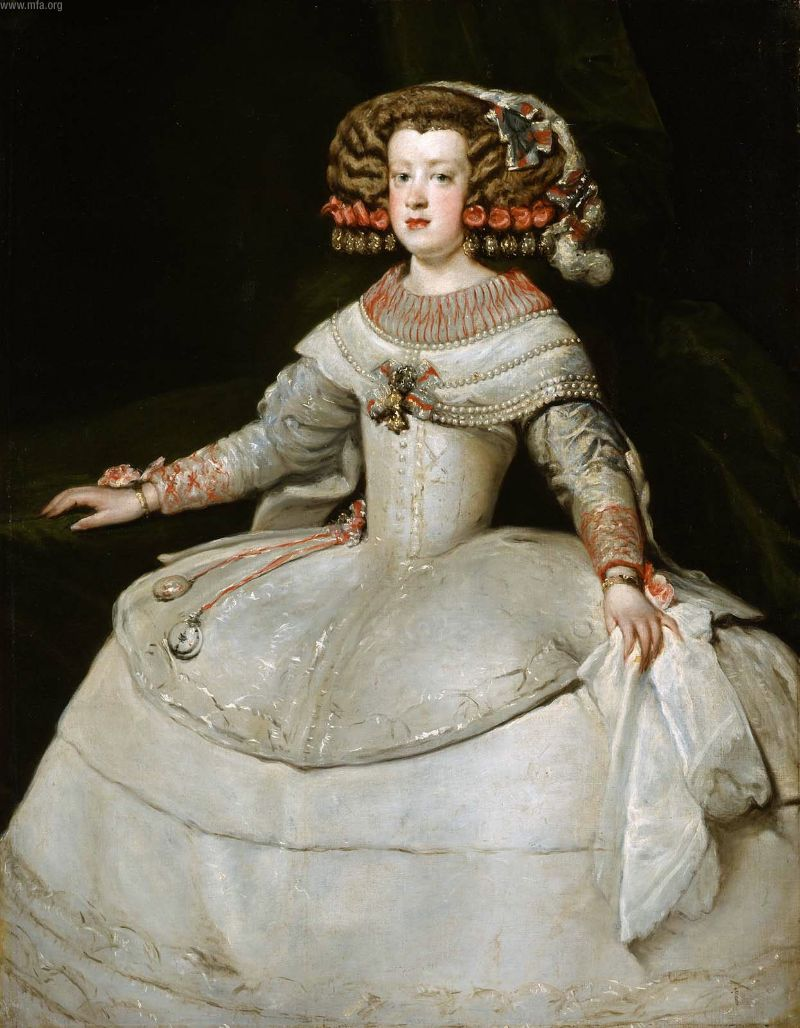
Velázquez: La infanta María Teresa de Austria. Klimt vio esta obra en Viena y quedó fascinado por ella. Como Fritza Riedler, parece agobiada por la carga de su clase y riqueza.

El asiento juega un papel clave en la tensión entre lo figurativo y lo abstracto. Rectángulos elegantes y sobrios contrastan con lujosas decoraciones, así como los colores fríos del vestido y el asiento destacan sobre los colores cálidos del fondo, trabajado como una superficie plana de grandes rectángulos, sin profundidad. En una distribución equilibrada, Klimt coloca una serie de cuadrados ornamentales irreales de pan de oro y pan de plata, como si fueran mirillas. Se han colocado varios diamantes en forma de ojos en la alfombra de abajo, la boca de Fritza se refleja en la decoración del sillón. Detrás de su cabeza hay una llamativa decoración semicircular, posiblemente una vidriera, que cuelga en la superficie plana como un halo alrededor de su cabeza, este halo y contrastes entre fondo y figura ya habían sido empleados en su Retrato de Margaret Stonborough-Wittgenstein de 1905. Intenta recordar una reminiscencia de los peinados en los retratos reales femeninos de Diego Velázquez, cuya obra Klimt había visto en Viena.
Compositivamente el trabajo está muy meditado y equilibrado. Dentro del formato cuadrado, la figura divide el lienzo en dos, sugiriendo un símbolo de la distinción entre dos mundos, el consciente y el inconsciente. Las decoraciones (ojos, bocas) suelen verse como símbolos eróticos.

## Distancia y deseo
Al acercarse, parece como si la persona retratada mirara con cierta altivez. Irradia distancia y dignidad. Al mismo tiempo, se palpa cierta tristeza, tiene algo de miedo y parece prisionera de su clase y riqueza. El arte de Klimt logra superar esto y poner un elemento de deseo en el trabajo. El historiador de arte Gilles Néret escribe: "El erotismo se abre paso, las fantasías rompen la lista. El vestido se vuelve uno con el cuerpo, el material se mezcla con la carne. Hombros y brazos reflejan la tela imaginaria, la piel continúa en los pliegues de su ropa, ropa que Klimt pudo haber pintado sobre el cuerpo desnudo y que puede desaparecer de repente para dar paso a una desnudez triunfante. Todo tiende a la sensualidad. Lo sofisticado, sin embargo, es que la modelo ignora este deseo o finge ignorarlo, consciente o inconscientemente. Da la impresión de ser una criatura dispuesta que piensa lo menos posible y le gusta tumbarse en el sofá. ¡Erotismo puro!".

## Obra

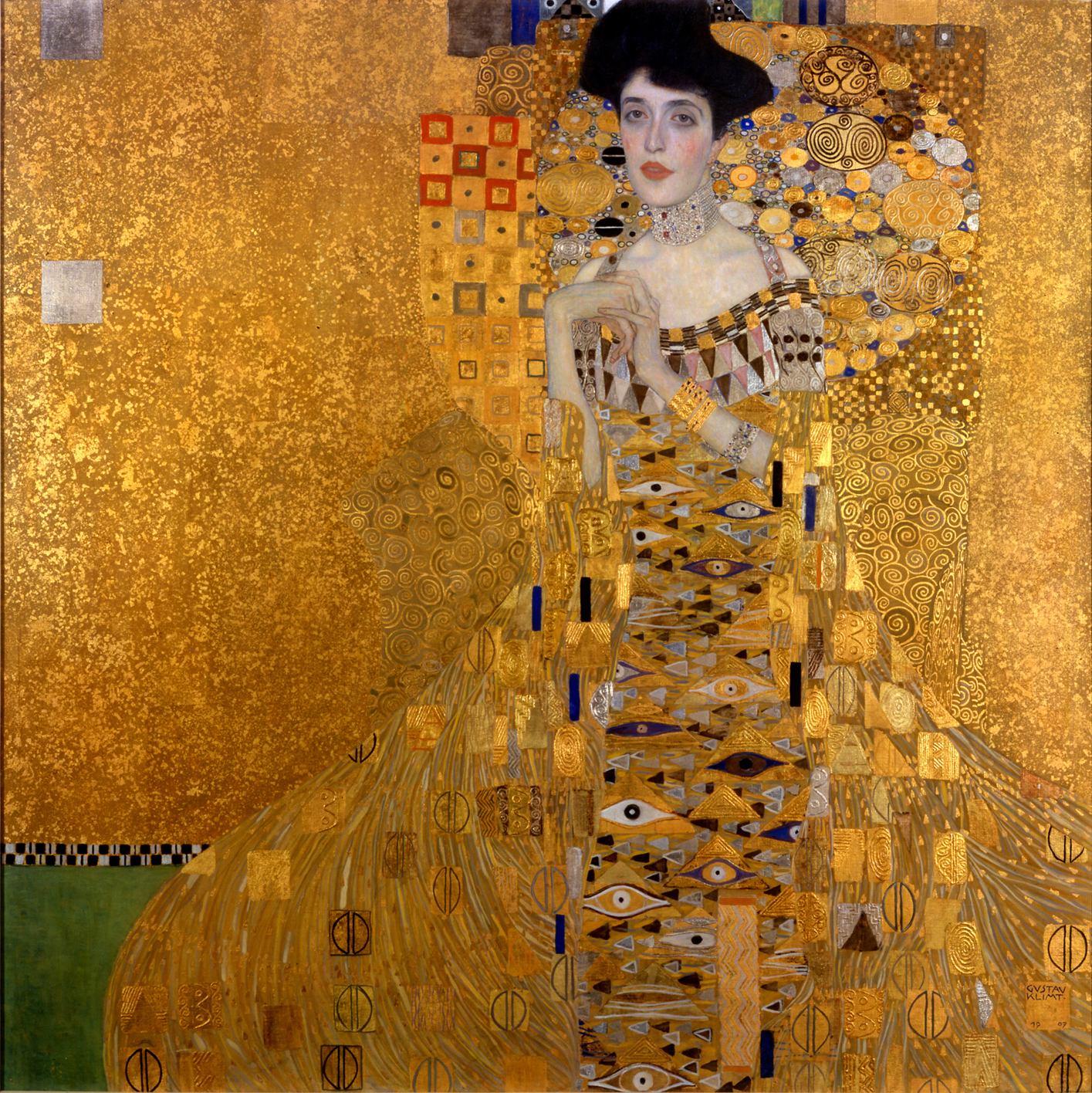
Retrato de Adèle Bloch-Bauer I, 1907, composición comparable, completada en el estilo del Período Dorado.

Se considera que el Retrato de Fritza Riedler marca el comienzo del famoso "Período Dorado" de Klimt. Básicamente, las principales características de sus obras posteriores son ya claramente reconocibles, incluido el uso de pan de oro y pan de plata en los delicados rectángulos distribuidos tras el rostro y los dos marcos dorados a la izquierda. Indican la importancia cada vez mayor que concedía al aspecto decorativo y a la integración del diseño en el arte. Este desarrollo será más reconocible un año después en su Retrato de Adele Bloch-Bauer I, que tiene una estructura similar y tipifica plenamente su Período Dorado.

## Bocetos, 1904-1905
Tras aceptar el encargo, Klimt realizó numerosos estudios para su retrato de Fritza Riedler. En el período 1904-1905, a menudo se lo encontraba en su estudio, de tal manera que los chismes no estaban en el aire. Klimt tenía una innegable reputación de mujeriego. También se sabía que casi siempre había varias modelos femeninas desnudas por su estudio.

Todos los bocetos de Fritza Riedler muestran la estructura diagonal que se convertiría en característica del retrato final y también dejan claro que Klimt prestó especial atención a la caída del vestido y la postura, elementos importantes para el efecto que quería crear.

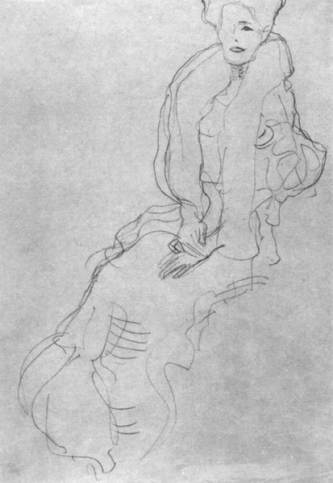
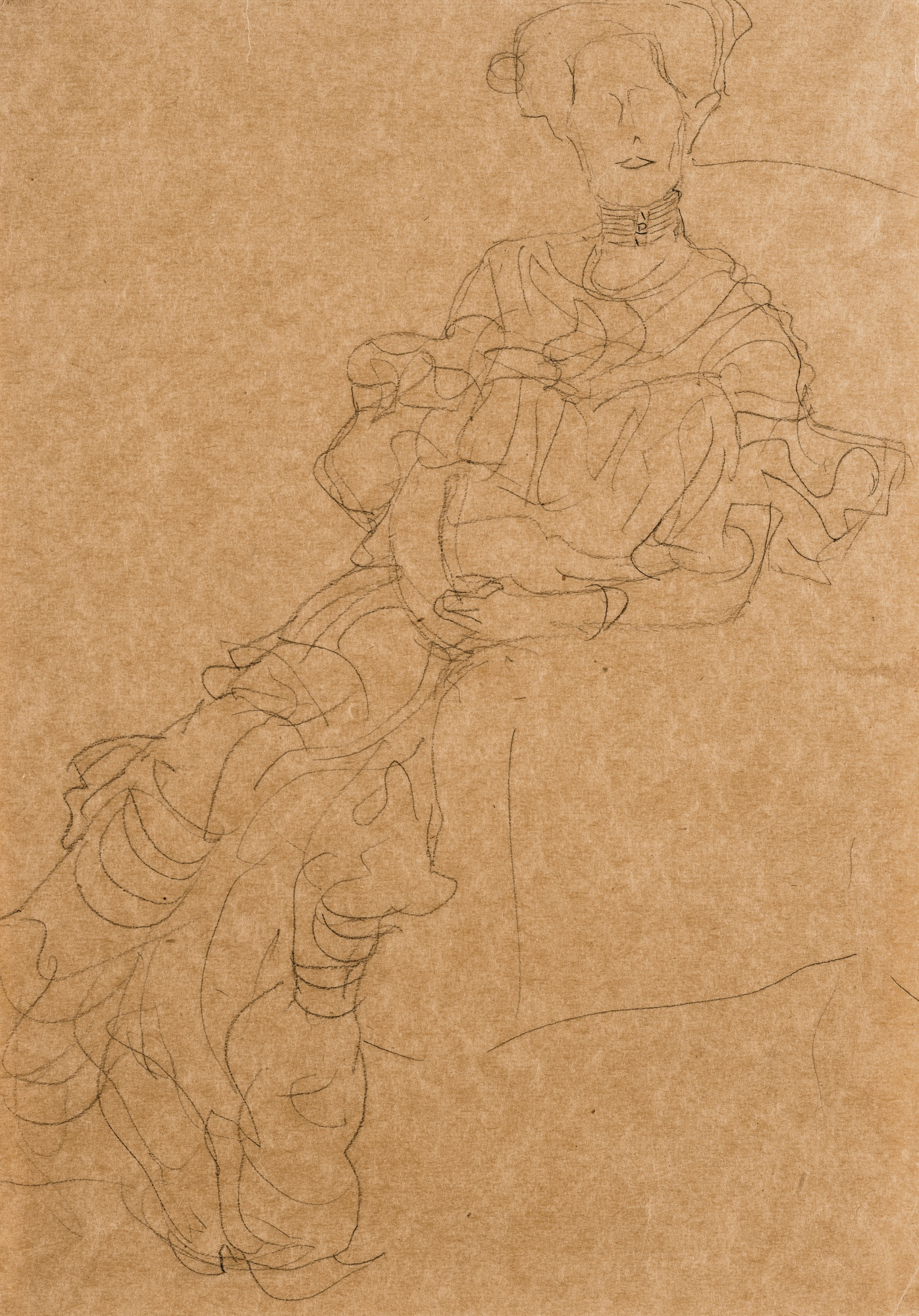
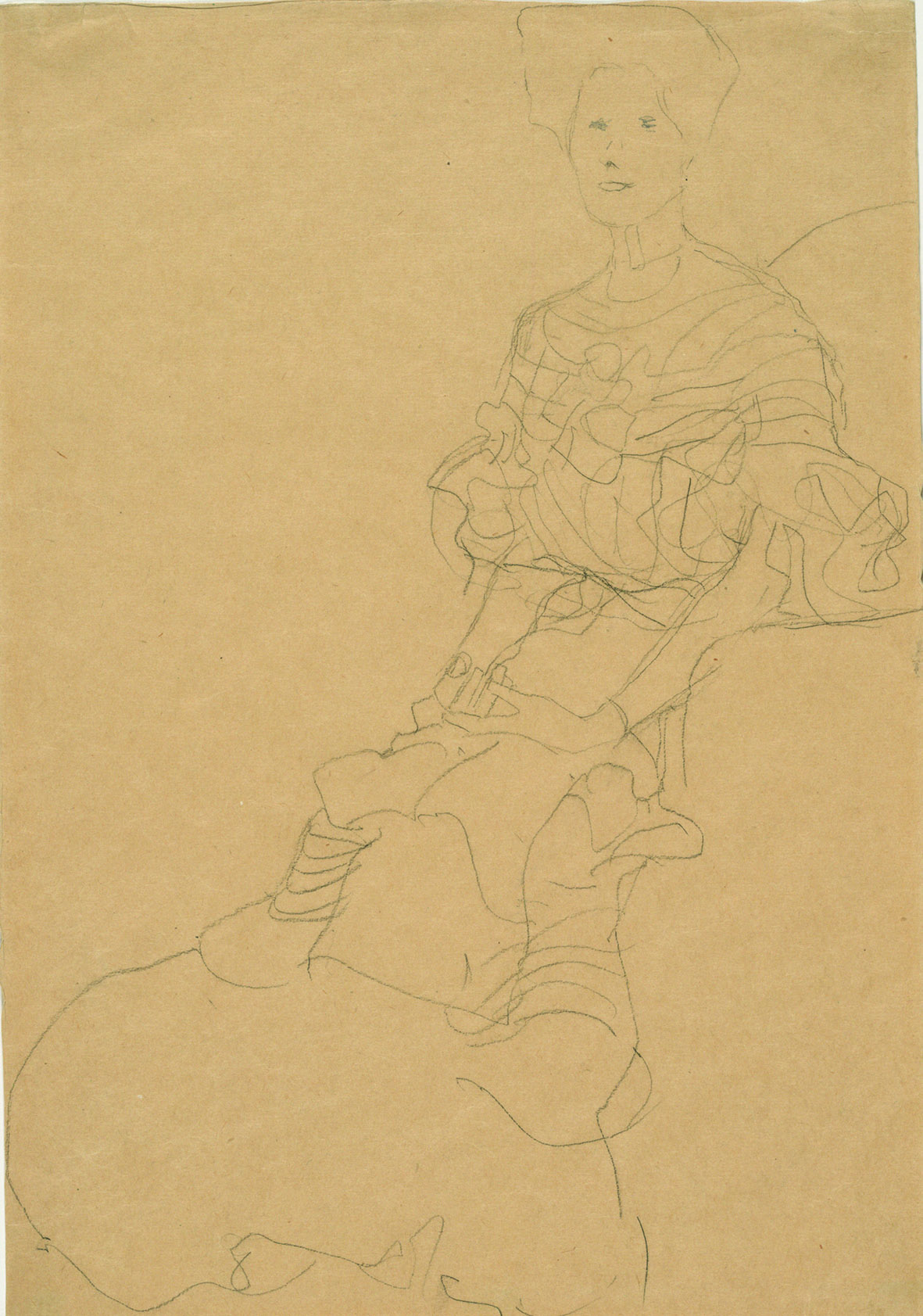
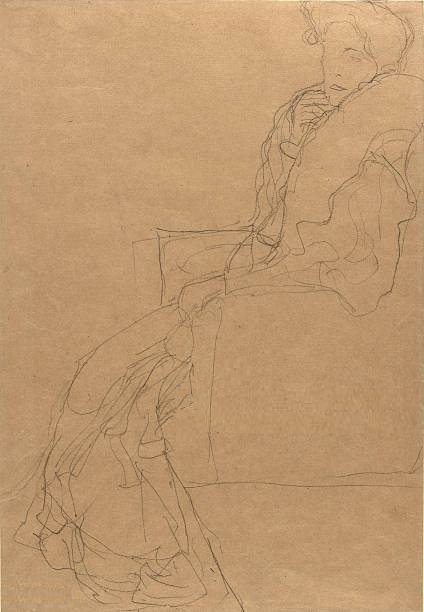